# Amani Abeid Karume
Amani Abeid Karume, född 1 november 1948, var Zanzibars president åren 2000–2010. Han är gift med Shadya Amani Karume och har sex barn. Karume efterträddes på posten av Ali Mohamed Shein.

## Galleri

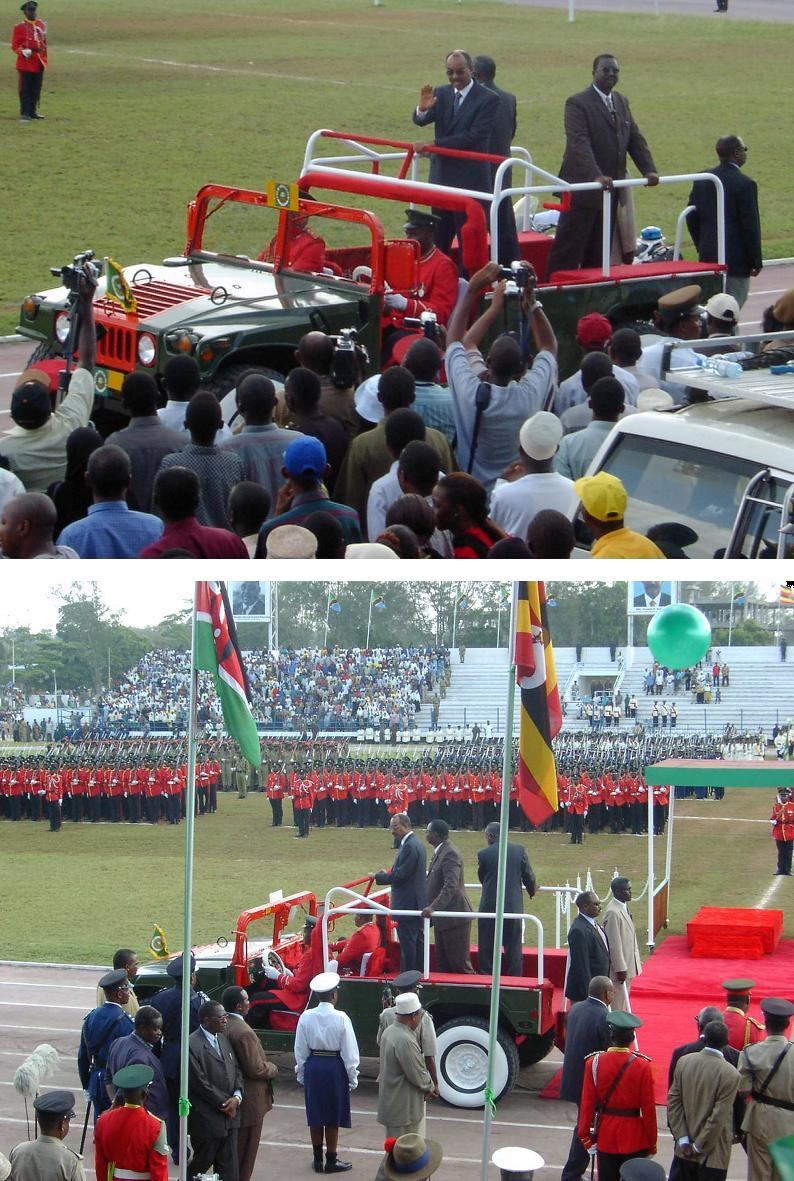
Amani Abeid Karume är den vinkande mannen (2004)